# Ki vagy, doki? (film, 1996)
A Doctor Who egy brit televíziós film, amit 1996-ban mutattak be. Ez a nyolcadik Doktorról szóló egyetlen film. A BBC eredeti Doctor Who-sorozatának 1989-es befejezése után hét évvel.

## Cselekmény
A Doktor éppen a Gallifrey bolygó felé tart a TARDIS-on régi ellenfele, a Mester hamvaival, akit előzőleg a Skaro bolygói bíróságon, ítélet szerint megsemmisítettek a dalekok. A Mester utolsó kívánsága az volt, hogy maradványait szállítsák haza, a Gallifrey bolygóra. Amíg a Doktor kényelmesen elhelyezkedik a fotelében és könyvet olvas zenehallgatás közepette, hirtelen a láda, amibe a Mester maradványai vannak, összetörik és kibújik belőle egy kígyószerű, átlátszó lény. A lény bemászik a TARDIS irányítógépezetébe, amiből hirtelen szikrák törnek elő. A monitor kényszerleszállást jelez. A Doktor hirtelen felugrik a helyéről és megpróbálja féken tartani a megőrült masinát, de már késő.
1999. december 30.: San Francisco kínai negyedében egy Chang Lee nevű fiú és társai egy banda elől menekülnek. Egy zsákutcában a banda utoléri őket és tüzet nyit a kétségbeesett fiúkra. Lee legnagyobb szerencséjére a TARDIS éppen előtte materializálódik. A fiú életben marad, ám a kék bódéból kilépő Doktort azonnal lelövik. A banda eltávozik a helyszínről, sorsára hagyva Lee-t, a sok holttestet, és a haldokló Doktort. Lee kórházba viszi a Doktort, ahova titokban a lény is velük tart, Doktort Dr. Grace Holloway már nem tudja megmenteni, mivel véletlenül (nem tudván a doktor eredetéről) a szondával, behatol az egyik szívébe, így megöli. A lény eközben bemászik egy Bruce nevű rendőr ruhájába. A Doktort beviszik a hullaházba, ahol regenerálódik és magához tér, ám nem emlékszik rá, hogy kicsoda.
Valahol San Francisco másik végében a lény átmászik a rendőrruhából Bruce-ba, még az mélyen alszik a feleségével. Bruce, aki immár a feltámadt Mester, megfojtja feleségét és elindul megkeresni a Doktor regenerálódott testét. A Doktor eközben ruhát szerez magának és Dr. Grace segítségét kéri, aki azt hiszi, hogy őrült. Lee felkeresi a TARDIS-t, amiben összefut a Mesterrel. A Mester ráveszi Lee-t, hogy segítsen neki megkeresni a Doktort, azt hazudván, hogy a Doktor ellopta a Mester TARDIS-át és a regenerálódás erejét. A Doktornak eközben sikerül elhitetnie Grace-szel, hogy ő a halott férfi, és az emlékezetét is visszanyeri. Grace továbbra se hisz neki. A Mester Lee segítségével kinyitja a TARDIS egyik fő energiaforrását, a Harmónia szemét, így a kiáramló energia megváltoztatja az időt, így éjfélre az egész univerzum elpusztul, és nem lesz jövő. A Doktor ezt megérzi, de Grace továbbra is kételkedik a furcsa idegenben, de amikor a Doktor átmegy az üvegajtón, rájön, hogy a férfinak igaza van, és a bolygó szerkezete már is instabil. Elmennek, mert a Szem bezárásához kéne egy atom óra. Ezért hívnak egy mentőt hogy bevigyék őket az órához. Időközben kiderül, hogy a Mester a szóban forgó sofőr, így az abból kibújó kígyószerű nyálka megcsípi Grace csuklóját. Sikerül elmenekülniük, és bejutni az órához, így annak egyik energia paneljét ellopva elszöknek, közben a Mester és Lee üldözőbe veszik őket, de a Doktor és Grace időben odaérnek a csendes telefonfülkéhez, majd a felirat feletti titkos pót-kulccsal bejutnak.
A Szem becsukásához el kell menni egy olyan időpontra, amikor még nincs nyitva a Szem így "ki ugranak a TARDIS-ból". A Doktor éppen előkészül, de a Graceban lévő nyálka által kontrollálja a Mester a lányt, így az leüti a Doktort egy csavarkulccsal. A Doktor a Harmónia Szem előtt ébred, azt akarja riválisa, hogy nézzen bele, mert akkor a lelke beleroskad, a mester pedig átveheti testét. A Doktor időközben felnyitja Lee szemét, aki rájön, hogy becsapták. Lee a Mester ellen szegül, aki eltöri a nyakát, így megülve a fiút. A Mester ezután Grace segítségével kinyitja a szemet. A Doktornő segít a Doktornak, de a Mester lelöki a lányt aki szintén meghal, azonban Grace még időben megjavította a TARDIS-t ami magába szippantja a Mestert. Később pedig a Doktor szeme láttára visszamegy az idő, így Lee és Grace is feltámad.
Ezt látván az öreg, "érzelgős vénség" TARDIS, erre becsukja a Harmónia Szemét. A Doktor pontosan szilveszterre érkezik vissza majd mindenki kiszáll az időgépből, majd kis eszmecsere után Lee elmegy, de kap egy utolsó tanácsot a Doktortól: Jövőre ne itt legyen, mennyen el a családjával... Lee visszaadja a Doktor tulajdonát, a szónikus csavarhúzót, a TARDIS kulcsát, de az aranyport megkapja majd elmegy. Grace megköszöni ezt a hihetetlen kalandot, majd végső búcsúként végignézi, ahogy a TARDIS időrotorjának szimfóniája végigsuhan a parkban a kék rendőrségi telefonfülke eltűnik a semmibe. A Doktor összeszereli jó barátját, majd lehuppan karosszékébe, és tovább olvassa a könyvét, és újra elindítja a lemezjátszóját. Már elhelyezkedik, nyugodtan üldögél, míg a TARDIS sodródik a végtelen idő-örvényben, hirtelen a lemez ismét megakad, a Doktor pedig felkiált: Jaj! Ne kezdd már megint!

## Utalások
- A negyedik Doktor idejében nagy divat volt a zselécukorka, ami sose fogyott ki a Doktor zsebéből.

A film néhány részében megemlíti sőt megkínál több embert is ezzel az édességgel. A gumicukorka a Doctor Who sorozatban sokszor megjelenik(A Mester Xaxon néven feleségével ezt ette, a negyedik Doktor sokszor használta ezt arra, hogy lekenyerezzen másokat, vagy hogy túljárjon ellenségei eszén.
- A Doktor a későbbi részekben megemlíti a TARDIS erős ajtaját. Mikor Lee-t megtámadja a banda és a TARDIS oda érkezik, a banda tüzet nyit, de a TARDIS-nak nem esik baja.
- A nyolcadik Doktor TARDIS-ában bukkant az új – nem műszerfalba épített – képernyő. Itt egy lánc tartja... Egyedül a nyolcadik Doktor TARDIS-ának volt egyfajta titkos kulcs-lyuka. A földi jól ismert zárat felhajtva egy furcsa mélyedés látszik, amibe egy hosszúkás Gallifrey mintás "kulcs-kártya" illik bele.

## Érdekességek
- A Doktor a film során több embernek meg mondja a jövőjét, pl.: egy Geress nevű biztonsági őrnek azt tanácsolja, hogy a "második kérdésre válaszoljon, ne a harmadikra", Grace is néha megjegyzi, hogy neki nem mond ilyeneket, és a film végén Lee-nek is javasolja, hogy jövőre ne itt legyen.
- A Doktor megjegyzi a TARDIS szerelése közben, hogy időgépéből több fajta van, az adott példány pedig egy 40-es típusú TARDIS.
- A Doktor a történet során először csap bele a TARDIS-ba.

## Ellentmondások az eredeti sorozattal
- A filmben a Doktor jól ismert fegyverét, a szonikus csavarhúzót mágneses csavarhúzónak nevezi. Ugyanígy a TARDIS egy részét, az idő-rotort idő-forgónak hívja.
- A Doktor a hullaházban regenerálódik, és a TARDIS nincs a közelében. Egy Idő Úrnak szüksége van egy TARDIS-ra a regenerációhoz.

## Szereplők
| Szereplő               | Színész                      | Magyar hang        |
| ---------------------- | ---------------------------- | ------------------ |
| A Doktor               | Sylvester McCoy, Paul McGann | Haás Vander Péter  |
| A Mester/Bruce         | Eric Roberts                 | Jakab Csaba        |
| Dr. Grace Holloway     | Daphne Ashbrook              | Andresz Kati       |
| Chang Lee              | Yee Jee Tso                  | Bolba Tamás        |
| Salinger               | John Novak                   | Rosta Sándor       |
| Swift                  | Michael David Simms          | Szokolay Ottó      |
| Wheeler                | Catherine Lough Haggquist    |                    |
| Curtis                 | Dolores Drake                |                    |
| Pete                   | Will Sasso                   |                    |
| Gareth                 | Jeremy Radick                | Bartucz Attila     |
| Miranda                | Eliza Roberts                | Menszátor Magdolna |
| Motoros rendőr         | Bill Croft                   |                    |
| Wagg professzor        | David Hurtubise              | Kiss Gábor         |
| Ted                    | Joel Wirkkunen               |                    |
| Biztonsági őr a partin | Dee Jay Jackson              | Varga Tamás        |

További magyar hangok: Bata János, Mányai Zsuzsa, Sajgál Erika